# Elección presidencial de El Salvador de 1935
La elección presidencial de El Salvador de 1935 fue llevada a cabo entre el 13 y 15 de enero de 1935. Maximiliano Hernández Martínez era el único candidato y ganó las elecciones, sin embargo, no se publicaron los resultados.
- Datos: Q17087354